# Isabelle Pia
Isabelle Pia (de son vrai nom Geneviève Boussageon) est une actrice française née le 13 juillet 1931 à Mulhouse et morte le 10 juillet 2008 à Paris (7e arrondissement).

## Filmographie
- 1953 : Le Bon Dieu sans confession de Claude Autant-Lara
- 1954 : Huis clos de Jacqueline Audry
- 1954 : Madame du Barry de Christian-Jaque
- 1955 : Frou-Frou de Augusto Genina
- 1955 : Futures Vedettes de Marc Allégret
- 1955 : Marianne de ma jeunesse de Julien Duvivier
- 1955 : Impasse des vertus de Pierre Méré

## Théâtre
- 1956 : Les Amants puérils de Fernand Crommelynck, mise en scène Tania Balachova, Théâtre des Noctambules
- 1957 : Phèdre de Racine, mise en scène Roland Monod,   Studio des Champs-Élysées